# Steyr Modelo 1912
Los Steyr Modelo 1912 eran una serie de fusiles de cerrojo basados en el Mauser 98 y producidos por Steyr antes de la Primera Guerra Mundial. Diseñados para la exportación, durante la guerra también fueron empleados por el Ejército austrohúngaro.

## Diseño
Este fusil era una copia del Mauser 98. Tenía una empuñadura tipo pistola y una abrazadera frontal en "H". Su alza era tangencial y estaba graduada hasta 1.800 m o 2.000 m. La mitad superior del guardamanos era más corta.
Las variantes fusil corto y carabina tenían la manija del cerrojo doblada hacia abajo y eran más cortas, con alzas graduadas hasta 1.400 m.
La única modificación aplicada al fusil M.14 cuando entró en servicio con el Ejército austrohúngaro, fue la instalación de una armella más grande para la correa portafusil.

## Historial de combate

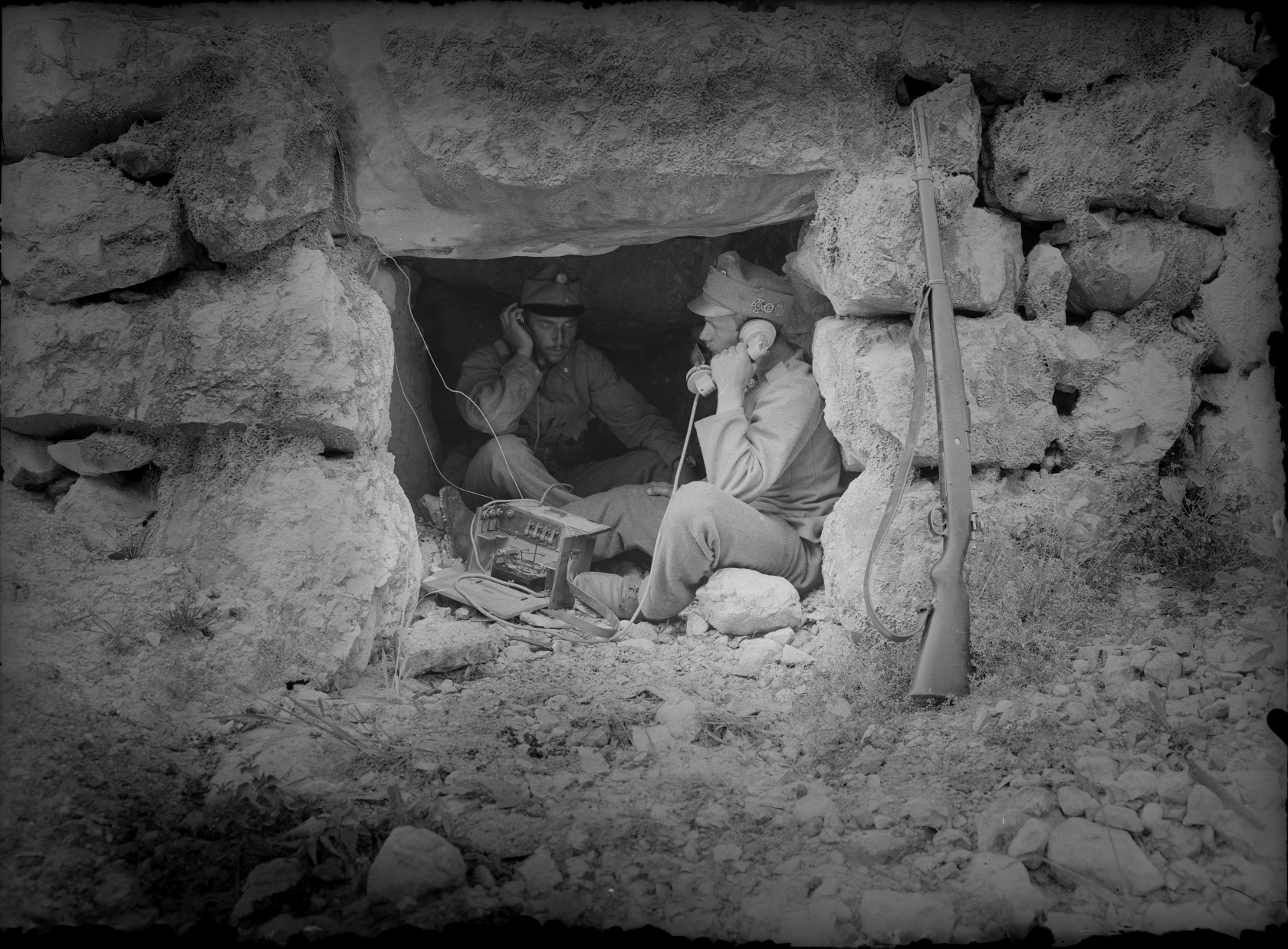
Soldados austrohúngaros armados con fusil M.14, operando un teléfono de campaña en el Frente del Isonzo, 1916.

El Steyr Modelo 1912 fue encargado por México, Colombia,, Chile, y China. Los modelos 1912 mexicanos fueron empleados a partir de 1913 por el Ejército Federal que luchó durante la Revolución mexicana. En 1914, el Ejército austrohúngaro introdujo en servicio 66.979 fusiles del contrato mexicano, 5.000 fusiles del contrato colombiano y 43.100 fusiles y carabinas del contrato chileno, con la designación Repetiergewehr M.14.
El fusil checoslovaco ZB vz. 98/22 era una copia del Steyr Modelo 1912 y la carabina ZB vz. 12/33 es un derivado de la carabina Steyr Modelo 1912. El Reino de Yugoslavia modernizó algunos de los fusiles del contrato mexicano que no fueron suministrados, recalibrándolos para disparar el cartucho 7,92 x 57 Mauser y designándolos Modelo 24B. En 1929, la Československá Zbrojovka Brno ensambló 5.000 fusiles cortos Steyr Modelo 1912 a partir de piezas producidas por Steyr, los cuales tenían un cañón de 560 mm de longitud. En 1961, los Steyr Modelo 1912 chilenos fueron recalibrados para disparar el cartucho 7,62 x 51 OTAN y se les instaló un cañón de 600 mm de longitud, siendo redesignados Steyr Modelo 12/61.

## Usuarios

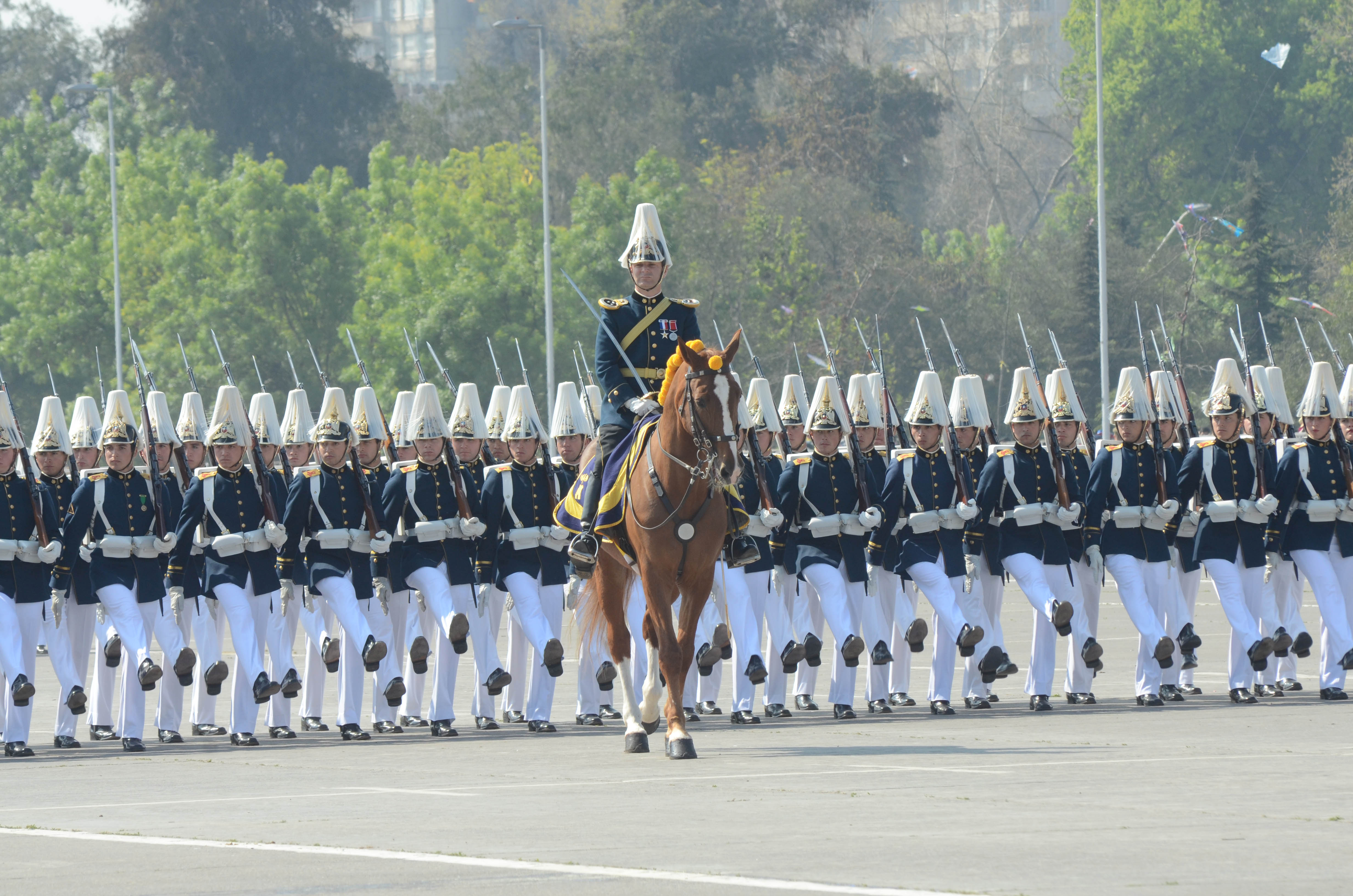
Soldados chilenos desfilando con fusiles Steyr Modelo 1912, 2014.

- Chile: Modelo 1912 y Modelo 12/61[6]
- Colombia: Modelo 1912[4]、Steyr-Solothurn 12/29、Steyr-Solothurn 29/34
- Imperio austrohúngaro: Repetiergewehr M.14[5]
- México: Modelo 1912[10]
- Reino de Yugoslavia: M24B[10]
- República de China[7]